# 斯塔夫基 (赫里邁利夫市鎮)
參數所指定的目標頁面不存在，建議更正成存在頁面或直接建立下列一個頁面（建立前請先搜尋是否有合適的存在頁面可以取代）：
- 斯塔夫基

49°18′43″N 26°12′19″E / 49.31194°N 26.20528°E
斯塔夫基（羅馬化：Stavky）是烏克蘭西部捷爾諾波爾州喬爾特基夫區赫里邁利夫市鎮的村莊，處於茲布魯奇河右岸，距離克拉斯內3公里，面積0.98平方公里，2001年人口92。